# إينيس فاريا
إينيس فاريا (بالبرتغالية: Inês Faria‏) هي ممثلة برتغالية، ولدت في 1997 في لشبونة في البرتغال.

## وصلات خارجية
- إينيس فاريا على موقع IMDb (الإنجليزية)
- إينيس فاريا على موقع كينوبويسك (الروسية)